# Hanna (Bijbel)

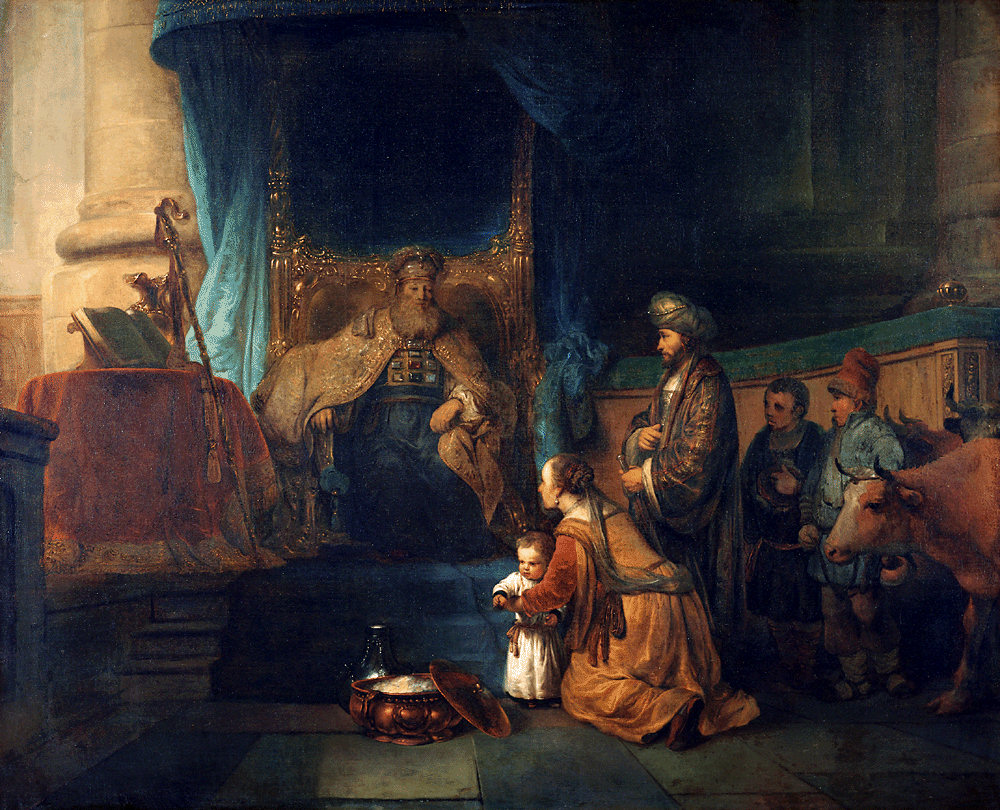
"Hanna toont haar zoontje aan Eli" - Gerbrand van den Eeckhout, ca. 1665

Hanna wordt in de Hebreeuwse Bijbel genoemd als moeder van Samuel.
Hanna woonde met haar man Elkana in Rama (1 Samuel 1:1). Jarenlang was zij onvruchtbaar. Bij het jaarlijkse bezoek aan Siloam deed Hanna aan God een belofte: Als zij een zoon van God zou krijgen zou zij deze teruggeven voor de dienst aan God (1 Samuel 1:9-11). Een jaar later werd Samuel geboren. Toen hij oud genoeg was bracht Hanna Samuël naar de Priester Eli om hem te helpen bij de tempeldienst (1 Samuël 1:24-28). Hierna zong zij haar lofzang, die staat in 1 Samuel 2:1-10 en in het deuterocanonieke boek Oden.